# Troineakî, Semenivka
Troineakî (în ucraineană Тройняки) este un sat în comuna Zaiiciînți din raionul Semenivka, regiunea Poltava, Ucraina.

## Demografie
Componența lingvistică a localității Troineakî
     Ucraineană (100%)
Conform recensământului din 2001, toată populația localității Troineakî era vorbitoare de ucraineană (100%).